# Прапор — на вершину!

Колаж фото акції

«Прапор — на вершину!» — акція 2010 року, присвячена 20-річчю прийняття Декларації про державний суверенітет України.
Український національний і державний прапор 16 липня 2010 року о 12.00 дня одночасно піднято в ряді знакових місць і гірських вершин, зокрема —
- на Говерлі,
- в Кримських горах (на Зейтін-Кош),
- на териконах Донбасу,
- на Канівських горах,
- на Скелях Довбуша,
- на території центру колишньої південної фортеці «Домаха» Запорозьких козаків (нині на території міста Маріуполь) та ін.

Організатори акції — громадські організації України.

## Продовження теми
- Весною 2014 р. під час проросійських протестних акцій і захоплень державних адміністративних будов на Донбасі на териконах українськими патріотами встановлювалися українські державні прапори.[1][2]